# Отдел религиозного образования и катехизации Русской православной церкви
Синодальный отдел религиозного образования и катехизации Русской Православной Церкви (СОРОиК) — один из синодальных отделов Московского Патриархата.

## История
Непосредственным предшественником Отдела религиозного образования и катехизации стал образовательный сектор созданного в октябре 1990 года Союза православных братств. По словам протоиерея Владимира Воробьёва «Очень скоро стало ясно, что из всех секций Союза православных братств успешно развиваются только две: образовательная и благодаря потоку гуманитарной помощи с Запада секция благотворительности, поэтому председатель союза игумен Иоанн (Экономцев) предложил Патриарху Алексию создать два новых синодальных отдела: благотворительности и религиозного образования и катехизации».
1 февраля 1991 года указом Патриарха Московского и всея Руси Алексия II и Постановлением Священного Синода. Новый отдел разместился в Настоятельском корпусе бывшего Высоко-Петровского монастыря.
Критическую оценку деятельности Отдела религиозного образования и катехизации в 90-х годах дал в своей книге диакон Андрей Кураев, критике деятельности которого посвящена значительная часть книги «Оккультизм в Православии» (1998):

Мне много приходится ездить по епархиям. И ни разу ни в одной из епархий мне не доводилось слышать рассказов о том, что вот, мол, какую замечательную помощь нам оказал ОРОК, какие замечательные учебники и методики они написали и прислали нам, как умно они смогли разоблачить сектантскую методику и остановить внедрение такой-то секты в наши школы… Напротив, всюду я слышу один и тот же стон: «Ну что делает Отдел религиозного образования?! Где учебники для школ (и по церковным, и по светским дисциплинам), написанные Отделом? Где новые версии „Закона Божия“? Где церковная версия „Истории России“? Где методички для учителей? Где сборники советов катехизаторам и миссионерам?» Может быть, этот печальный результат (точнее, — отсутствие результата) связан и с тем, что слишком много энергии уходит на поиски «новой духовности» и разработку «экологически-православного мышления».

2 октября 2013 года Священный Синод утвердил новый устав Синодального отдела религиозного образования и катехизации.
СОРОиК является Синодальным учреждением Русской Православной Церкви. Синодальные учреждения являются органами исполнительной власти Патриарха Московского и всея Руси и Священного Синода и обладают исключительным правом полномочно представлять Патриарха и Священный Синод в рамках сферы своей деятельности и в пределах своей компетенции.
Отдел действует совместно с другими Синодальными учреждениями Русской Православной Церкви, высшими православными учебными заведениями, а также Министерством просвещения Российской Федерации, органами управления образованием других стран канонического присутствия Русской Православной Церкви, Российской академией образования, Департаментом образования города Москвы и другими органами государственной власти и общественными организациями.
Синодальный отдел религиозного образования ежегодно занимается организацией и проведением Международных Рождественских образовательных чтений Русской Православной Церкви. Председатель Отдела возглавляет Оргкомитет Чтений. Сотрудники Отдела входят в состав Секретариата МРОЧ.

## Деятельность
Направления деятельности отдела:
- дошкольное православное воспитание в детских садах и яслях;
- образование в православных гимназиях и лицеях;
- воспитание и просвещение в воскресных школах;
- оглашение и посткрещальная катехизация;
- образование в высших православных учебных заведениях, занимающихся подготовкой православных педагогов и катехизаторов;
- курирует преподавание православно ориентированных дисциплин в общеобразовательных организациях (включая модуль «Основы православной культуры» и предметную область «Основы духовно-нравственных культур народов России» (ОДНКНР).

Отдел также занимается издательской деятельностью и рецензированием православной учебной литературы. Издается электронный журнал для педагогов «Православное образование». Ранее выпускались — «Мир Божий», «Путь Православия» (1993—1999). С 1993 г. проводятся Международные Рождественские образовательные чтения под почетным председательством Святейшего Патриарха Московского и всея Руси, являющиеся крупнейшим церковно-общественным форумом. Отдел является соучредителем Российского православного университета св. Иоанна Богослова, ныне вошедший в состав учрежденного в январе 2011 года Российского православного университета.

## Состав
- Председатель — митрополит Екатеринбургский и Верхотурский Евгений (Кульберг)[7]

В состав отдела входят
- Руководитель аппарата, помощник председателя — Вячеслав Анатольевич Серёгин;
- Сектор приходского просвещения — руководитель — иеромонах Геннадий (Войтишко);
- Сектор мероприятий и конкурсов — руководитель — иеромонах Трифон (Умалатов);
- Сектор основ православной культуры;
- Пресс-служба — руководитель — Платонов Сергей Николаевич;
- Юридическая служба — руководитель — Елена Николаевна Зайчикова;
- Экспертный совет — ответственный секретарь — Матвеев Вячеслав Михайлович;
- Научно-методический кабинет — заведующий — Метлик Игорь Витальевич.

## Председатели
- Иоанн (Экономцев) (1 февраля 1991 — 31 марта 2009)
- Меркурий (Иванов) (31 марта 2009 — 25 августа 2020)
- Евгений (Кульберг) (с 25 августа 2020)